# Bonzo Dog Doo-Dah Band
Bonzo Dog Doo-Dah Band, występujący również jako Bonzo Dog Band – angielski zespół muzyczny, grający jazz, muzykę awangardową i rock oraz mieszający różne gatunki muzyczne. Piosenka I'm the Urban Spaceman osiągnęła piąte miejsce brytyjskiej listy przebojów. Zespół wziął również udział w nagraniu filmu Magical Mystery Tour, zaproszony przez Paula McCartneya, pojawili się również w Latającym cyrku Monty Pythona.

## Dyskografia

### Albumy studyjne
- 1967 Gorilla
- 1968 The Doughnut in Granny's Greenhouse
- 1969 Tadpoles
- 1969 Keynsham
- 1972 Let's Make Up and Be Friendly
- 2007 Pour l'Amour des Chiens

### Single
- 1966 My Brother Makes the Noises for the Talkies / I'm Going To Bring A Watermelon To My Girl Tonight
- 1966 Alley Oop / Button Up Your Overcoat
- 1967 Equestrian Statue
- 1968 I'm the Urban Spaceman
- 1969 Mr Apollo
- 1969 I Want To Be With You
- 1972 King of Scurf (US) / Slush (UK)
- 1992 No Matter Who You Vote For the Government Always Gets In (Heigh Ho)